# Adistemia
Adistemia es un género de escarabajos  de la familia Latridiidae. Habita en Chile y Costa Rica. Fall describió el género en 1899. Contiene las siguientes especies:
- Adistemia chilensis
- Adistemia ciliata
- Adistemia convexa
- Adistemia microphtalma
- Adistemia minuta
- Adistemia okeefei Andrews
- Adistemia pubescens
- Adistemia rileyi
- Adistemia watsoni